# Jitka Smutná
Jitka Smutná (* 16. dubna 1952 Praha) je česká herečka a moderátorka.

## Život
Narodila se jako nejmladší ze čtyř dětí, má tři bratry. Dětství strávila v Nuslích.
Vystudovala DAMU (absolutorium 1974), absolvovala jako Nerrisa v Shakespearově Kupci benátském a Zoja Berjozkinova v Majakovského Štěnicích (Disk, 1973). Dostala tři nabídky divadel – z Činoherního studia v Ústí na Labem, z brněnského Provázku a z Východočeského divadla Pardubice. Vybrala si Pardubice, protože si chtěla vyzkoušet běžný divadelní provoz. Setrvala dvě sezóny (1974–1976) a zahrála si řadu rolí – Hyacintu ve hře Šibalství Scapinova, Celii v Jak se vám líbí nebo Haničku v Lucerně.
V roce 1976 přijala nabídku Státního divadla v Ostravě, protože chtěla hrát pod vedením režiséra Jana Kačera, který do Ostravy odešel z politických důvodů. Ztvárnila množství rolí a pracovala na inscenacích pro Ostravu kultovních: Sen noci svatojánské (Hermie), Lásky hra osudná (Isabella, Maria), Rváč (Máša Pěrekatovová), Třináct vůní (Maruška), Bouře (Miranda, Ariel), Loupežník (Fanka), Ženitba (Agáta), Pekař Jan Marhoul (Josefina) aj.
Kromě toho natáčela pro televizi, psala poezii, skládala písně a vystupovala s nimi – byla jednou z mála folkařek v kraji. Zpívala také s Jaromírem Nohavicou. V Ostravě žila 14 let – provdala se za kameramana Jaromíra Nekudu, s nímž má syna Jakuba a dceru Terezu.
S Ostravou se loučila rolemi v inscenacích Výhybka (1989) a Asanace (1990). V roce 1990 se vrátila do Prahy a stala se členkou činohry Národního divadla, kam ji přizval režisér Ivan Rajmont. Hned v první inscenaci – Pekař Jan Marhoul v režii Jana Kačera – se setkala s dobře známou látkou a přáteli. Do titulní role pekaře byl obsazen Jan Vlasák, Jitka Smutná hrála pekařovu ženu Josefínu. V Národním divadle působila šestnáct let (do r. 2006), aniž by, až na výjimky, dostala výraznější hereckou příležitost z hlediska náročnosti role a typové rozmanitosti postav. Výjimkou byla zmíněná role Josefíny, role sekretářky v muzikálově laděné hře České sekretářky (2001) a role pokladní v Sigarevově Černém mléce (2004, rež. Jan Kačer), za niž byla nominována na Cenu Thálie.
Hereckou potřebu naplňovala v jiných divadlech. S Töpfrovou hereckou společností nazkoušela v roce 1994 Romea a Julii (chůva) a Teatrum Passionale aneb Zrcadlo umučení Páně Ježíše (matka). V Divadle Bez zábradlí účinkovala v Rackovi (Polyna Andrejevna, 1998), Hlučné samotě (starší cikánka, 1999), v Takové spoušti (Pela, 2001) a v Rodině Tótů (Gizi, 2003). V Dejvickém divadle nazkoušela paní Jacobiovou ze Scén z manželského života (2003). Zhostila se i muzikálových rolí (předsedová ve Starcích na chmelu, 2001; Vonásková v Tančírně, 2003). Neváhala za zajímavou rolí dojíždět – v Ostravě hrála chůvu z domu Capuletů (Romeo a Julie, 1999), v Plzni v Divadle J. K. Tyla paní Johnstonovou v muzikálu Pokrevní bratři (2003).
V roce 2006 přešla do Městských divadel pražských. Hostuje na jevištích dalších pražských scén (Divadlo Bez zábradlí, Divadlo v Řeznické, Divadlo Na Prádle, Dejvické divadlo, Divadlo Palace, Divadlo v Celetné, Branické divadlo, Divadlo Letí, Strašnické divadlo, Divadlo Radka Brzobohatého, Divadlo Ungelt, Divadlo MANA).
| „              | Herectví nelze dělat do mírného opocení. | “ |
| — Jitka Smutná |                                          |   |

Od 13. září 2017 alternuje roli Erži Orbánové v Kočičí hře v královéhradeckém Klicperově divadle.
Patří k úspěšným filmovým, dabingovým, televizním i rozhlasovým herečkám a moderátorkám. Vyučovala herectví na pražské Vyšší odborné škole herecké.
Její partnerkou je spisovatelka Petra Braunová.

## Filmografie
- 1973 Inženýr
- 1973 Milenci v roce jedna
- 1974 Všechno nejlepší
- 1980 Kluci z bronzu
- 1985 Velké sedlo
- 1988 Sedm hladových
- 1989 Dva lidi v zoo
- 1989 Osmý div světa
- 1990 Začátek dlouhého podzimu
- 1991 Co teď a co potom?
- 1991 Lhát se nemá, princezno!
- 1992 Správná šestka
- 1993 Hotýlek v srdci Evropy
- 1995 Když se slunci nedaří
- 1995 Mutters Courage
- 1996 Draculův švagr
- 1996 Manželská tonutí
- 1997 Četnické humoresky
- 1997 Mandragora
- 1997 Zákeřná diagnóza
- 1998 Tři králové
- 1999 Návrat idiota
- 1999 Cesta bez průvodce
- 2000 Otesánek
- 2001 Karlínská balada
- 2002 Svědek
- 2003 Černí baroni
- 2005 3 plus 1 s Miroslavem Donutilem
- 2005 Bazén
- 2005 Ordinace v růžové zahradě
- 2005 Černá karta
- 2005 Sám doma IV.
- 2006 Naši furianti
- 2007 Láska In Memoriam
- 2007 Stop
- 2007 V hlavní roli
- 2008 Kouzla králů
- 2008 Nemocnice na kraji města – nové osudy
- 2008 Soukromé pasti
- 2010 Cesty domů
- 2014 Vinaři
- 2015 Přístav
- 2016 Ostravak Ostravski
- 2017 Milada
- 2017 Muzzikanti
- 2017 Úkryt v zoo
- 2018 Ohnivý kuře
- 2018 Ulice
- 2018 Ten, kdo tě miloval
- 2019 Zakleté pírko
- 2021 Hvězdy nad hlavou

## Ostatní činnost
Jitka Smutná je od května 2023 ambasadorkou projektu Podpora Ukrajiny www.podporaukrajiny.cz